# Entwurfsklasse
Entwurfsklassen dienen zur Klassifizierung der Trassierungselemente und Betriebsformen von Straßen. Damit sollen typische, voneinander unterscheidbare Erscheinungsbilder der Straßen geschaffen werden. In Deutschland baut und plant man Straßen der Kategoriegruppen AS (Autobahn) und LS (Landstraße) nach Entwurfsklassen. 

## Grundlagen
Moderne Straßen, die mit hohen Geschwindigkeiten befahren werden, sollen so gestaltet sein, dass unerwartete Situationen möglichst vermieden werden und der Fahrzeuglenker während der Fahrt entlastet wird. Gleichzeitig müssen sie wiedererkennbar und selbsterklärend sein, sodass die Verhaltenssicherheit der Fahrzeuglenker zunimmt und damit Verkehrsunfälle wirksam vermieden werden.
Es hat sich gezeigt, dass diese Anforderungen besser erfüllt werden können, wenn eine Standardisierung der Gestaltungsmerkmale vorgenommen wird und damit klar voneinander unterscheidbare Straßen entstehen. Aus diesem Grunde wurden im Zuge der Neufassung der deutschen Planungsrichtlinien verschiedene Entwurfsklassen eingeführt.

## Anwendung

### Kategoriegruppe AS (Autobahn)
| Straßenkategorie | Lage außerhalb oder innerhalb von Ortschaften | Widmung   | Entwurfsklasse |
| ---------------- | --------------------------------------------- | --------- | -------------- |
| AS 0 / AS I      | außerhalb oder innerhalb                      | BAB       | EKA 1 A        |
| AS II            | außerhalb oder innerhalb                      | BAB       | EKA 1 B        |
| AS 0 / AS I      | außerhalb oder innerhalb                      | nicht BAB | EKA 2          |
| AS II            | außerhalb                                     | nicht BAB | EKA 2          |
| AS II            | innerhalb                                     | alle      | EKA 3          |

Mit Bekanntmachung der Richtlinien für die Anlage von Autobahnen im Jahre 2009 wurden erstmals verschiedene Entwurfsklassen definiert. Bei der Auswahl der Entwurfsklasse werden die Straßenkategorie gemäß den RIN, die Lage der Autobahn (außerhalb oder innerhalb von Ortschaften) und die straßenrechtliche Widmung berücksichtigt. Die nebenstehende Tabelle liefert einen Überblick.
Die Entwurfsklasse bestimmt:
- den Regelquerschnitt
- die Grenz- und Richtwerte der Trassierungselemente
- die Grundformen und Abstände der Knotenpunkte
- die Planungsgeschwindigkeit

### Kategoriegruppe LS (Landstraße)
| Straßenkategorie | Entwurfsklasse |
| ---------------- | -------------- |
| LS I             | EKL 1          |
| LS II            | EKL 2          |
| LS III           | EKL 3          |
| LS IV            | EKL 4          |

Nach der erfolgreichen Einführung von Entwurfsklassen bei Autobahnen wurde das Konzept auch für den Entwurf von Straßen der Kategorie LS (Landstraße) übernommen. Die 2013 veröffentlichten Richtlinien für die Anlage von Landstraßen beinhalten daher ebenfalls verschiedene Entwurfsklassen (EKL 1 bis EKL 4). Grundlage für die Auswahl der Entwurfsklasse stellt die anzustrebende Straßenkategorie gemäß den RIN dar (siehe nebenstehende Tabelle). Wenn die Straßenkategorie im Missverhältnis zur bestehenden bzw. errechneten Verkehrsstärke steht, kann auch eine höherrangige oder niederrangige Entwurfsklasse ausgewählt werden. Die geplante bzw. bestehende straßenrechtliche Widmung spielt, im Gegensatz zu den Autobahnen, bei der Festlegung der Entwurfsklasse für Landstraßen jedoch keine Rolle.
Die Entwurfsklasse bestimmt:
- die Planungsgeschwindigkeit
- die Betriebsform (Kraftfahrstraße oder allgemeine Straße)
- den Regelquerschnitt mit Überholprinzip
- die Radverkehrsführung auf freier Strecke
- die Trassierungselemente
- die Führungsform des Verkehrs im Knotenpunktsbereich
- die Straßenausstattung (insbesondere Längsmarkierung)